# باولو ماغالهايز
باولو ماغالهايز (بالإسبانية: Paulo Magalhaes)‏ هو لاعب كرة قدم تشيلي في مركز ظهير ‏، ولد في 14 ديسمبر 1989 في بورتو أليغري في البرازيل. شارك مع منتخب تشيلي تحت 20 سنة لكرة القدم ومنتخب تشيلي لكرة القدم. أما مع النوادي، فقد لعب مع كولو-كولو ونادي أونيفرسيداد دي تشيلي ونادي إنترناسيونال ونادي لوكارنو.

## وصلات خارجية
- باولو ماغالهايز على موقع قاعدة بيانات كرة القدم.إي يو (الإنجليزية)
- باولو ماغالهايز على موقع ناشيونال فوتبول تيمز (الإنجليزية)
- باولو ماغالهايز على موقع Soccerway.com (الإنجليزية)
- باولو ماغالهايز على موقع عالم كرة القدم.نت (الإنجليزية)
- باولو ماغالهايز على موقع AS.com (الإسبانية)